# Il Bertoldo
Il Bertoldo è un'opera lirica (dramma giocoso) del 1788, di Antonio Brunetti, musicata su libretto di Lorenzo Da Ponte.
Lorenzo da Ponte scrisse il libretto dell'opera a Vienna nel 1787 e una prima versione del testo venne messa in musica da Francesco Piticchio.
Il testo riadattato venne poi musicato anche da Brunetti e l'opera venne rappresentata al Regio Teatro di via della Pergola (ora Teatro della Pergola) a Firenze durante il carnevale del 1788; venne anche rappresentata con il titolo Bertoldo e Bertoldino. 
Il libretto è conservato al Liceo Musicale di Bologna ed è ispirato alle vicende di Bertoldo, Bertoldino e Cacasenno di Giulio Cesare Croce.